# Pinto Bandeira
Pinto Bandeira är en kommun i Brasilien.   Den ligger i delstaten Rio Grande do Sul, i den södra delen av landet, 1 500 km söder om huvudstaden Brasília.
I omgivningarna runt Pinto Bandeira växer i huvudsak städsegrön lövskog. Runt Pinto Bandeira är det ganska tätbefolkat, med 72 invånare per kvadratkilometer.